# Église de la Nativité-de-la-Mère-de-Dieu de Botoš
Pour les articles homonymes, voir Église de la Nativité-de-la-Mère-de-Dieu.
L'église de la Nativité-de-la-Mère-de-Dieu de Botoš (en serbe cyrillique : Српска православна црква Рођења Богородице у Ботошу ; en serbe latin : Srpska pravoslavna crkva Rođenja Bogorodice u Botošu) est une église orthodoxe serbe située à Botoš, dans la province autonome de Voïvodine, sur le territoire de la ville de Zrenjanin et dans le district du Banat central en Serbie. Elle est inscrite sur la liste des monuments culturels protégés de la république de Serbie (identifiant no SK 1994).

## Présentation
L'église a été construite en 1783, comme en témoigne une inscription située sur le tympan de la façade occidentale,. Par son style, elle est caractéristique du style baroque.
Elle est constituée d'une nef unique prolongée par une abside à cinq pans, tandis que la façade occidentale est dominée par un haut clocher avec des volutes et un bulbe. Les façades sont sobrement décorées de pilastres avec des chapiteaux doriques qui portent des corniches moulurées. La façade occidentale est la plus richement ornée ; elle est dotée d'un porche surmonté d'une fenêtre aveugle dans laquelle est peinte une Nativité de la Mère de Dieu elle-même surmontée d'un tympan triangulaire. Les façades latérales disposent elles aussi d'un porche semblable au porche principal.
À l'intérieur, l'iconostase a été peinte par Kоnstаntin Pаntеlić en 1864, ce qui en fait l'une des réalisations les plus tardives de ce maître (1808-1868) ; il s'y montre influencé par Konstantin Danil. En plus de ces icônes, Pаntеlić a notamment peint le trône de la Mère de Dieu et le trône de l'évêque. En 1925, Vasa Pomorišac a peint plusieurs fresques pour l'église, dont une Entrée du Christ à Jérusalem et un Christ devant Pilate.

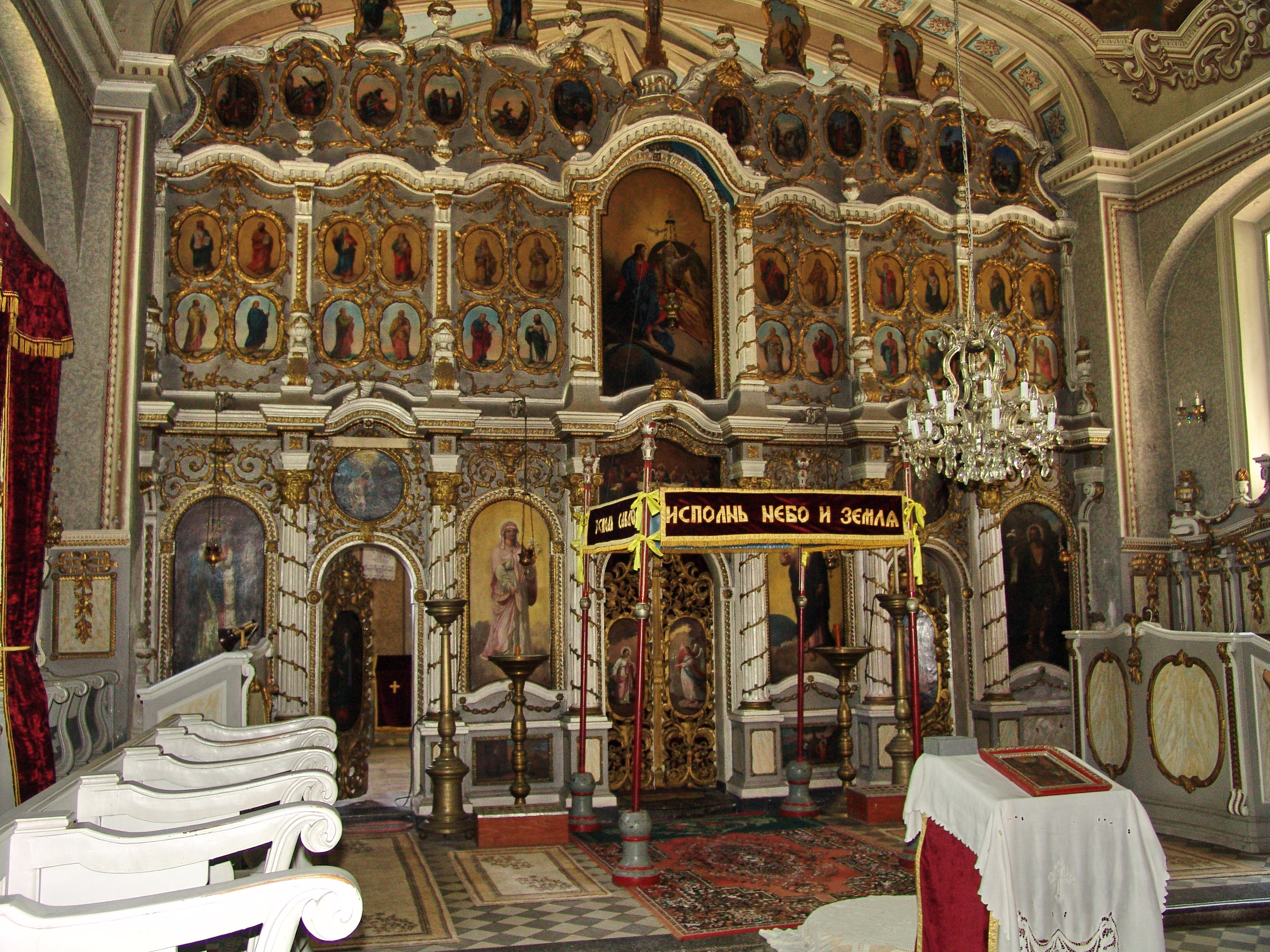
L'iconostase de l'église.